# ASGW
Advanced Security Gateway (ASGW) ist eine Spezifikation der deutschen Luftwaffe für ein Sicherheitsgateway zur Übertragung von Luftraumüberwachungsdaten in Echtzeit zwischen verschiedenen IT-Architekturen mit unterschiedlichen IT-Sicherheitsanforderungen.

## Funktionalität
Das ASGW dient der garantiert sicheren Übertragung von Daten zwischen Datennetzwerken unterschiedlicher IT-Sicherheitseinstufungen. Die Hauptbestandteile sind eine Datendiode und einem Radar Converter (RACO). Dabei kommt ausschließlich handelsübliche Hardware zum Einsatz. Die proprietäre Software setzt auf Entwicklungen der ARKONA-Software auf. Die Möglichkeit des ungewollten Rückflusses eingestufter Daten, beispielsweise aus einem System „high-to-low“ (auch „hoch“ nach „niedrig“ oder „rot/schwarz“), wird softwaregestützt und zusätzlich durch eine unidirektionale Datenverbindung, über die oben genannte  Datendiode, gewährleistet. Dadurch wird zusätzlich eine galvanische Trennung der Netzwerke erreicht, wodurch der ungewollte Datenrückfluss mit an Sicherheit grenzender Wahrscheinlichkeit verhindert werden kann.
Obwohl eine Eigenentwicklung der Luftwaffe, ist das ASGW CPM konform, verfügt über ein projektbezogenes IT-Sicherheitskonzept und ist einsatzbezogen zugelassen durch das Bundesamt für Sicherheit in der Informationstechnik (BSI).

## Systemanforderungen
Das ASGW erfüllt folgende Systemanforderungen:
- Empfang und Senden von Daten
- Bündeln von Daten und Datenverteilung
- Validierung und Filtern von Daten
- Verhinderung ungewollter Weitergabe von Daten
- Wandlung von Datenformaten und Datenprotokollen
- Security Gateway zu / für FüWES Lw

## Anwendungsfälle und Einsatzszenarien
Nachfolgend sind beispielhaft einige typische Anwendungsfälle bzw. Einsatzszenarien beschrieben.

### MilRADNET – ARKONA
In diesem Einsatzszenario wird das ASGW zur Übertragung von Radarplotdaten aus dem militärischen Radarnetzwerk (MilRADNET) der Bundeswehr in das FüWES ARKONA genutzt. Hierbei dient das MilRADNET als Datensenke für die militärischen Sensordaten, aber auch für zivile Radargeräte der Deutschen Flugsicherung (DFS). Die Konnektivität von ARKONA erfolgt dabei in der Regel über einen lokalen Datenknoten des MilRADNET (RMCDE). Die Radarplotdaten werden im Datenformat ASTERIX der Kategorien CAT 001, 002, 034 und 048 übertragen.

### Ramos – Arkona
In diesem Einsatzszenario werden die „Radarkenngerät Abfrage/Datenverbund Mode S“ (RAMOS) der Radarsensoren der Luftwaffe mit dem ARKONA FüWES verbunden. Wobei sich die Komponenten des RAMOS im militärischen Sicherheitsbereich (Bereich „rot“) der Radargeräte sowie im Sicherheitsbereich („rot“) des betreffenden „Control and Reporting Center“ (CRC) der Einsatzführungsverbände der Luftwaffe befinden können. Die Übertragung der Informationen erfolgt SINA-verschlüsselt im ASTERIX Datenformat (CAT 001, 002, 034, 048 und 253). Die empfangenen Daten werden im CRC über das ASGW dem „Steuerrechner RAMOS“ (ROSA-PC) zugeführt. Das ASGW filtert CAT 253 aus und überträgt die anderen Datenkategorien bei gleichzeitig sicherer Trennung des FüWES ARKONA, wobei der ungewollte Datenrückfluss aus dem Sicherheitsbereich von „hoch“ nach „niedrig“ verhindert werden kann. Der ROSA-PC verarbeitet die betreffenden Informationen und sendet Steuerbefehle für Mode „S“ an die Radarsensoren.

### DASDIPS
Neben dem stationären Einsatz in den Sicherheitsbereichen der militärischen Radargeräte und in den CRC der Einsatzführungsbereiche der Luftwaffe besteht ASGW-Nutzungsbedarf im Deplyoable CRC, für DASDIPS sowie für interessierte Drittnutzer.
Für Drittnutzer, in Verbindung mit ARKONA, ist das auch zutreffend bezüglich ausgewählter Funktionalitäten wie beispielsweise:
- Schnittstellenfunktion / Datenaustausch über Taktische Datenlinks
- Absicherung IT-Sicherheitsgefälle „high-to-low“ über ein BSI zertifiziertes Security Gateway
- ASTERIX Konvertierung proprietärer Radar Datenformate
- Mode S Verarbeitung/Darstellung

Als „DASDIPS“ werden verlegefähige Systeme im Einsatzführungsdienst der Luftwaffe bezeichnet. Hauptsächlich handelt es sich hierbei um die ARKONA Luftlagedarstellungskomponente, die verbliebenen Bodenfunkstellen Flugfunkdienst (R-863, Flugfunk Ost) und ggf. CSI Geräte. DASDIPS wird vor allem bei Kleinvorhaben (z. B. Amtshilfe für Polizei etc.) mit Schwerpunkt Luftlagedarstellung und Schnittstellenfunktion eingesetzt und dient der Verbesserung des örtlichen, regionalen und überregionalen Situationsbewusstseins.
Als CSI-Gerät wird die IT-Architektur der NATO Computer SAM Interface/Intelligent Interface Processor bezeichnet.

### ASTERIX CATs ASGW
Das ASGW kann u. a. nachstehenden ASTERIX (ATC Standard) Kategorien (CAT) verarbeiten:
- 000 – User Interface Definition for the MADAP Track Server
- 001 – Monoradar Data Target Reports, from a Radar Surveillance System to an SDRS (ersetzt durch CAT048)
- 002 – Mono Radar Service Message (ersetzt durch CAT034)
- 003 – User Interface Definition for the MADAP Track Server
- 004 – Safety Net Messages (Part 17)
- 007 – Directed Interrogation Messages (Part 21)
- 008 – Monoradar Weather Data (Part 3)
- 009 – User Interface Definition for the MADAP Track Server
- 010 – Monoradar Surface Movement Data (Part 7)
- 017 – Mode S Surveillance Co-ordination Function Messages (Part 5)
- 018 – Mode S Data Link Function Messages (Part 6)
- 021 – ADS-B Messages (Part 12)
- 034 – Nachfolgeversion von CAT002 (PSR Radar, SSR Radar, M-SSR Radar and MODE-S Stations)
- 048 – Nachfolgeversion von CAT001 (PSR Radar, SSR Radar, M-SSR Radar and MODE-S Stations)
- 061 – SDPS Session & Service Control Messages (Part 11)
- 062 – System Track Data (Part 9)
- 063 – Sensor Status Messages (Part 10)
- 065 – SDPS Service Status Messages (Part 15)
- 150 – User Interface Definition for the MADAP Plan Server
- 151 – User Interface Definition for the MADAP Plan Server
- 152 – User Interface Definition for the MADAP Plan Server
- 240 – Radar Video Transmission
- 247 – Other Categories
- 253 – Remote Station Monitoring and Control Information

## Hardware Software
Das ASGW ist auf marktverfügbarer handelsüblicher Hardware COTS lauffähig, die den spezifischen technischen Mindestanforderungen genügt.
Als IT zur Datenversorgung genügt ebenfalls handelsübliche Hardware. Als Betriebssoftware wird Microsoft Windows verwendet. Die Softwarepflege- und Änderung (SWPÄ) der proprietären Software erfolgte luftwaffenintern durch das Waffensystemunterstützungszentrum der Luftwaffe (TE: Systemunterstützungszentrum für die Führungsdienste der Luftwaffe (SysUstgZ FüDstLw) in Erndtebrück).

## Nutzungsleitung
Das LWA, später das Materialkommando der Luftwaffe und letztlich das WaSysKdo Lw, ist für die ASGW Nutzungsleitung verantwortlich. Dort erfolgten auch Obsoleszenzmanagement, Konfigurationskontrolle und SWPÄ Beauftragung.
Mit Umstrukturierung der Logistik ist diese Verantwortlichkeit in das BAAINBw gewechselt.